# Above the Law
Above the Law est un groupe de hip-hop américain, originaire de la ville de Pomona, dans le comté de Los Angeles, en Californie.

## Biographie
Above the Law est initialement formé par Cold 187um alias Big Hutch (né Gregory Hutchinson), rejoint par KMG the Illustrator (né Kevin Dulley), Go Mack (né Arthur Goodman), et DJ Total K-Oss (né Anthony Stewart). Le groupe est repéré par le rappeur Eazy-E, puis signé en 1989 à son label Ruthless Records. Le groupe publie son premier album studio, Livin' Like Hustlers. L'album, rempli de violence et de sexe, est co-produit par Dr. Dre avant sa séparation avec le groupe N.W.A.. L'album est bien accueilli par la presse spécialisée, et félicité par la scène musicale gangsta rap ; N.W.A. participera au titre Last Song. L'album atteint la 14e place des R&B Albums, et la 75e place du classement américain Billboard 200. Deux singles extraits de l'album, Untouchables et Murder Rap, atteint également les classements. Ce dernier apparait également dans le jeu vidéo Grand Theft Auto: San Andreas sur la chaîne fictive Radio Los Santos.
Leur mixtape The Vocally Pimpin' EP est publiée en 1991, suivi de leur second album en 1993, Black Mafia Life,,. L'album atteint la 36e place des R&B Albums, et la 6e place du classement américain Billboard 200. Le single V.S.O.P., atteint également les classements. L'album voit participer Eazy-E, Kokane, MC Ren, Money B de Digital Underground et 2Pac.
Go Mack décide de quitter le groupe après cette sortie, et Above the Law poursuit en trio pour un dernier album au label Ruthless en 1994, Uncle Sam's Curse, sur lequel figurent de grandes performances de KMG et une présence impressionnante du chanteur Kokane,. L'album fait moins bien que son prédécesseur, n'atteignant que la 15e place des R&B Albums, et la 113e place du classement américain Billboard 200. Le single Black Superman, atteint également les classements. Après la disparition tragique d'Eazy-E, Above the Law quitte Ruthless pour Tommy Boy Records chez qui ils sortent en 1996 Time Will Reveal. Bien que les paroles s'éloignent un peu de la tradition Gangsta, Cold 187 um démontre toutes ses qualités de producteur à tendance G-funk. L'album atteint la 16e place des R&B Albums, et la 80e place du classement américain Billboard 200. Le single 100 Spokes, atteint également les classements. La sortie, en 1998, de Legends maintient en vie la flamme West Coast mais sera leur dernière sortie chez Tommy Boy. Ils fondent ensuite leur propre label, West World Records, et concluent un accord avec Street Solid Records pour sortir en 1999 Forever: Rich Thugs. La même année Big Hutch sort un album solo, Executive Decisions.
En 2000, Big Hutch est recruté par Suge Knight pour devenir le nouveau producteur et directeur musical chez Death Row Records, le label devenant ainsi la nouvelle maison d'Above the Law. Ils enregistrent un album, Sex Money and Music, dont la sortie est sans cesse repoussée. Ils quittent alors Death Row, en bons termes (ce qui est rare avec ce label), mais Big Hutch a le temps de produire ou (reproduire) quelques morceaux de Snoop Dogg, 2Pac, Tha Dogg Pound ou encore des morceaux pour le premier album de Crooked I. Sex Money and Music finit par sortir en 2007, bien qu'il ait été réalisé dans son intégralité en 2003.
Le décès de KMG est annoncé le 7 juillet 2012. Les raisons de sa mort restent encore inconnues. Depuis cette année-là, le groupe devient inactif.

## Discographie

### Albums studio
- 1990 : Livin' Like Hustlers
- 1991 : Vocally Pimpin
- 1993 : Black Mafia Life
- 1994 : Uncle Sam's Curse
- 1996 : Time Will Reveal
- 1998 : Legends
- 1999 : Forever: Rich Thugs, Book One
- 2007 : Sex Money and Music

### Singles
- 1990 : Murder Rap, Untouchable
- 1991 : 4 the Funk of It
- 1993 : V S O P, Call It What You Want (featuring 2Pac et Money-B)
- 1994 : Black Superman, Kalifornia
- 1996 : 100 Spokes, City of Angels, Endonesia
- 1998 : Streets/Be About Yo Bizniz/Deep Az the Root